# Jakob II av Cypern
Jakob II av Cypern, född 1440, död 1473, var en cypriotisk regent. Han var Cyperns monark från 1464 till 1473.